# Cavalieri di Colombo

Emblema dei Cavalieri di Colombo (Knights of Columbus)

I Cavalieri di Colombo (Knights of Columbus, in lingua inglese) sono un'organizzazione cattolica di servizio fraterno. Fondata negli Stati Uniti nel 1882, è così chiamata in onore di Cristoforo Colombo.
Ci sono più di 1,8 milioni di soci in 15.000 consigli, con quasi 200 consigli nei campus universitari. L'adesione è limitata a uomini di età superiore ai 18 anni.
I consigli sono stati creati negli Stati Uniti (tra cui Porto Rico e Isole Vergini), Canada, Messico, Caraibi, Germania, Guatemala, Panama, Repubblica Dominicana, Filippine, Guam, Spagna, Giappone, Cuba e più recentemente in Polonia. L'organizzazione ufficiale dei Cavalieri Junior "Scudieri colombiani", ha oltre 5.000 Circoli. Tutte le cerimonie dell'Ordine e le riunioni di lavoro sono limitate ai membri, anche se tutti gli altri eventi sono aperti al pubblico. La promessa di non rivelare alcun dettaglio dei cerimoniali salvo ad un Cavaliere è necessaria. Una clausola subordinata aggiuntiva la promessa di doveri civili e religiosi.
Nell'anno 2010 l'ordine ha dato più di US $ 154 milioni direttamente alla carità (oltre 1.406 milioni di dollari in contributi di beneficenza e di 653 milioni di ore di lavoro negli ultimi 10 anni) ed eseguito oltre 70 milioni di ore-uomo di volontariato. Oltre 413.000 litri di sangue sono stati donati. Per il loro sostegno alle comunità ecclesiali e locali, nonché per i loro sforzi filantropici, l'Ordine si riferisce spesso a sé stesso come "braccio destro forte della Chiesa". L'Ordine ha più di $ 80 miliardi di dollari di polizze a vita in vigore, sostenuto da 15,5 miliardi di dollari in asset, e tiene la classe più alta tra le assicurazioni secondo AM Best e l'assicurazione Marketplace Standards Association, anche se Standard & Poor ha declassato il programma ad AA+ ad agosto 2011. (Va notato, tuttavia, che tale degrado si è verificato solo perché il governo degli Stati Uniti è stato declassato nell'estate del 2011 e Standard & Poor ha dichiarato che la società assicurativa dei Cavalieri di Colombo dovesse ricevere un degrado simile, perché Standard & Poor ha ritenuto che nessuna organizzazione finanziaria o di assicurazione negli Stati Uniti d'America potrebbe, o dovrebbe, avere un rating superiore a quello del governo degli Stati Uniti).

## Storia

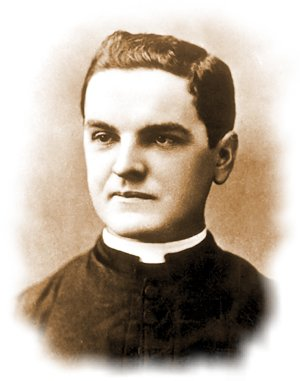
Il Beato Padre Michael J. McGivney, fondatore dei Cavalieri di Colombo

I Cavalieri di Colombo sono stati fondati da un sacerdote cattolico irlandese-americano, il Beato Padre Michael J. McGivney a New Haven, Connecticut. Egli raccolse un gruppo di uomini della Parrocchia di Santa Maria per una riunione organizzativa il 2 ottobre 1881 e l'Ordine fu costituito secondo le leggi dello stato americano del Connecticut il 29 marzo 1882. Sebbene i primi consigli fossero tutti in quello stato, l'Ordine si diffuse in tutta la Nuova Inghilterra e negli Stati Uniti negli anni successivi.
Lo scopo principale per l'ordine era di essere una società mutualistica. Da parroco in una comunità di immigrati, McGivney vedendo quello che può accadere ad una famiglia in cui il capofamiglia muore, ha voluto prendersi cura delle vedove e degli orfani rimasti. Ha dovuto lasciare temporaneamente i suoi studi in seminario e prendersi cura della sua famiglia quando suo padre morì. Nel tardo XIX secolo, i cattolici erano regolarmente esclusi dal sindacato e da altre organizzazioni che offrivano servizi sociali. Inoltre, ai cattolici era impedita la partecipazione a molte organizzazioni popolari fraterne, o, come nel caso della Massoneria, l'accesso vi era proibito dalla stessa Chiesa cattolica. McGivney ha voluto fornire loro un'alternativa. Credeva anche che il cattolicesimo e fraternalismo non fossero incompatibili e volle fondare una società che incoraggiasse gli uomini ad essere orgogliosi della loro eredità cattolica americana.
McGivney aveva originariamente concepito il nome di "Figli di Colombo", ma James T. Mullen, che sarebbe diventato il primo Cavaliere Supremo, ha suggerito con successo che "Cavalieri di Colombo" avrebbe colto meglio la natura rituale della nuova organizzazione. L'Ordine è stato fondato 10 anni prima del 400º anniversario dell'arrivo di Colombo nel Nuovo Mondo, e in un momento di rinnovato interesse in lui. Colombo era un eroe per molti cattolici americani, e la denominazione di lui come patrono era in parte un tentativo di colmare la divisione tra i cattolici irlandesi-fondatori dell'Ordine e degli immigrati cattolici di altre nazionalità che vivono in Connecticut.
Oggi ci sono più di 15.000 consigli in tutto il mondo, ed i Cavalieri di Colombo sono un'organizzazione di beneficenza senza scopo di lucro con un patrimonio di molti-miliardi di dollari. I Cavalieri raccolgono fondi per combattere la disabilità dello sviluppo, vi sono volontari per le Olimpiadi Speciali e altre organizzazioni caritative, a difesa del pro-vita con cartelloni pubblicitari, raccolgono fondi per le vittime di disastri e fanno manifestazioni patriottiche con i loro mantelli e spade cerimoniali.
Nel 2010, la causa di canonizzazione di McGivney era la prima della Congregazione per le Cause dei Santi. Una gilda era stata costituita per promuovere la sua causa. Il 15 marzo 2008, papa Benedetto XVI ha approvato un decreto che riconosce le virtù eroiche di Padre Michael J. McGivney, fondatore dei Cavalieri di Colombo. La dichiarazione del papa ha fatto avanzare in modo significativo il processo di beatificazione del sacerdote verso la santità, e ha dato al parroco la distinzione di "Venerabile Servo di Dio". Se la causa andrà a buon fine, sarà il primo sacerdote nato negli Stati Uniti ad essere canonizzato come santo.

## Organizzazione
| Cavaliere Supremo      | Supreme Cappellano    |
| Carl A. Anderson       | Mons. William E. Lori |
| Vice Cavaliere Supremo | Dennis Savoie         |
| Segretario Supremo     | Charles E. Maurer Jr. |
| Tesoriere Supremo      | Logan T. Ludwig       |
| Avvocato Supremo       | Giovanni Marrella     |
| Guardiano Supremo      | R. Francisco Gomez    |
| Maestro Supremo        | Dennis Stoddard       |
| ---------------------- | --------------------- |

Il Consiglio Supremo è l'organo direttivo dell'Ordine ed è composto da rappresentanti eletti da ogni giurisdizione. Il Supremo Consiglio agisce in modo simile agli azionisti in una riunione annuale, e ogni anno elegge sette membri del Consiglio Supremo di Amministrazione per tre anni. Il 21-esimo membro del consiglio sceglie fra i suoi membri i funzionari operativi più anziani dell'ordine, compreso il Cavaliere Supremo.
I Consigli di Stato in ciascuno dei 50 Stati Uniti, il Distretto di Columbia, in Canada ogni provincia, ed altre giurisdizioni dei paesi membri sono guidati da deputati dello Stato e da altri ufficiali eletti alle assemblee statali. I deputati territoriali sono nominati dal Cavaliere Supremo.
I deputati distrettuali sono nominati dal Cavaliere Supremo, su raccomandazione del Sottosegretario di Stato, in modo da sorvegliare diverse amministrazioni locali, ciascuna delle quali è guidata da un Gran Cavaliere. Altri funzionari comuni eletti sono: Vice Gran Cavaliere, Cancelliere, Guardiano, Registratore, Tesoriere, Avvocato, Guardie degli Amministratori. Un cappellano viene nominato dal Gran Cavaliere e un Segretario dal Cavaliere Supremo. I funzionari comuni sono adeguatamente nominati utilizzando il titolo di "degno" (ad esempio degno Grande Cavaliere). I Consigli sono numerati secondo la data in cui sono entrati nell'Ordine e sono nominati dai soci locali. Il Consiglio di San Salvador è stato nominato 1 perché fu la prima isola in cui Colombo sbarcò non appena arrivato nel Nuovo Mondo.
Il titolo di "Cavaliere" è puramente fraterno e non è l'equivalente di un riconoscimento sovrano. Pertanto i Cavalieri di Colombo non si classificano come i Cavalieri e Commendatori dell'Ordine del Santo Sepolcro, dell'Ordine di Malta, l'Ordine di San Gregorio Magno o dei membri di qualsiasi altro storico ordine militare e cavalleresco.

## Gradi e princìpi
L'Ordine è dedicato ai principi della carità, unità, fratellanza e patriottismo. Una prima cerimonia di laurea, con la quale un uomo si unisce all'Ordine, esplicita le sue virtù di carità e, quindi, lo fa divenire un Cavaliere di primo grado di Colombo. Dopo aver partecipato ai gradi successivi, ognuno dei quali si concentra su un'altra virtù, si passa a gradi successivi. Al raggiungimento del terzo grado si è considerati membri a pieno titolo.
Il manuale del primo rito è stato stampato nel 1885, ma conteneva solo come insegnamento sezioni sull'unità e sulla carità. Il Cavaliere Supremo Mullen, secondo i primi rituali dell'autore Daniel Colwell, credeva che la cerimonia di iniziazione dovesse essere tenuta in tre sezioni "in accordo con le virtù della trinità : Carità, Unità, e amore fraterno. La terza sezione, che contiene la Fraternità, è stata adottata ufficialmente nel 1891. Il terzo grado è il più alto grado che un Cavaliere di Colombo può ottenere. Il quarto grado è un'onorificenza separata e non superiore al terzo grado. Un membro deve essere un cavaliere di terzo grado prima di diventare di quarto grado.

### Quarto grado
| Rango                    | Colore                      |
| Maestro Supremo          | Cappa e feluca azzurre      |
| Vice Maestro Supremo     | Cappa e feluca celesti      |
| Maestro                  | Cappa e feluca dorate       |
| Maresciallo Distrettuale | Cappa e feluca verdi        |
| Navigator Fedele         | Cappa e feluca bianche      |
| Comandante Assembleare   | Cappa e feluca viola        |
| Portacolori              | Cappa rossa e feluca bianca |

Il quarto grado è il più alto grado dell'ordine. È un'estensione del terzo grado. I membri di questo grado sono chiamati "Ser Cavaliere". Lo scopo principale del quarto grado è quello di promuovere lo spirito di patriottismo e incoraggiare la cittadinanza attiva cattolica. Meno del 18% dei Cavalieri può aderire al quarto grado, che è facoltativo. Su un totale di 1.703.307 Cavalieri ci sono 292.289 Cavalieri di quarto grado. Un Cavaliere è idoneo al quarto grado dopo sei mesi dalla data della sua prima laurea, avendo completato i gradi 2º e 3º in anticipo.
Le assemblee sono distinte dai consigli, e sono guidate da un gruppo separato di funzionari eletti. Il Consiglio Supremo di Amministrazione nomina un Maestro Supremo, attualmente Dennis Stoddard della Florida, e venti Vice maestri supremi per governare il quarto grado. Ogni Vice Maestro Supremo controlla una Provincia, che è suddiviso in Distretti. Il Maestro Supremo nomina i Maestri del Distretto di supervisionare le diverse assemblee.
Altri ufficiali eletti sono quelli di capitano, ammiraglio, pilota, scriba, borsiere, controllore, sentinelle. I funzionari dell'Assemblea sono adeguatamente nominati utilizzando il titolo di "fedeli". Le assemblee sono numerate secondo la data in cui sono entrate nell'Ordine, e sono nominate dai soci locali.

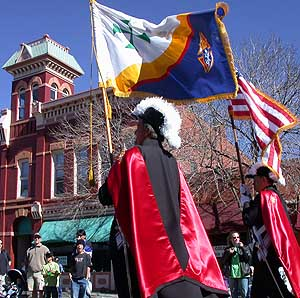
Cavalieri di Colombo in marcia alla parata del Giorno di San Patrizio a Fort Collins, Colorado

Solo i Cavalieri di quarto grado possono facoltativamente acquistare e indossare la divisa e unirsi ai Portacolori dell'Assemblea. I Portacolori sono il braccio più visibile dei Cavalieri, in quanto sono spesso in sfilate ed altri eventi locali dove indossano le loro divise colorate. L'abito ufficiale per i portacolori è uno smoking nero con tracolla, guanti bianchi, mantello e feluca. Nei climi caldi e durante i mesi caldi può essere indossato uno smoking bianco.
La necessità di una laurea patriottica è stata considerata necessaria nel 1886, e un appello particolare è stato fatto all'Incontro Nazionale del 1899. La prima sfilata di Quarto Grado avvenne nel 1900 con 1.100 cavalieri partecipanti al Liceo Lenox di New York City. Oggi ci sono oltre 2.500 assemblee.

## Programma di Assicurazioni sulla vita
Molti dei primi membri erano immigrati, che spesso vivevano in condizioni antigieniche e facevano i lavori più pericolosi. Dalla sua fondazione, una missione primaria dei Cavalieri di Colombo è stata quella di proteggere le famiglie contro la rovina finanziaria causata dalla morte del capofamiglia. Quindi all'inizio si sostenevano soltanto le vedove e i loro figli dopo la morte del loro marito.
Oggi l'Ordine offre una struttura moderna, il funzionamento di un'assicurazione professionale con più di $80 miliardi di dollari di polizze a vita in vigore a partire da giugno 2011.  I prodotti includono assicurazione sulla vita permanente, nonché rendite e assicurazione di assistenza a lungo termine. Le vendite di assicurazioni sono cresciute del 19% nel 2004. L'Ordine detiene 16 miliardi di dollari e ha $1,8 miliardi (a partire da agosto 2010) in entrate e $71 milioni in profitti nel 2005.  L'ordine ha pagato oltre $243 milioni in caso di decesso nel 2009 e 1,7 miliardi di dollari nell'ultimo decennio a partire da agosto 2010. Tutto ciò è abbastanza rilevante da classificarla ai primi posti nella lista AM Best di tutte le compagnie di assicurazione sulla vita in Nord America. Solo due altri assicurazioni in Nord America hanno ricevuto i voti più alti sia da AM Best che da Standard & Poor.

## Beneficenza
La carità è il principio più importante dei Cavalieri di Colombo. Nell'anno 2010 l'ordine ha dato più di 154 milioni di dollari direttamente alla carità ed eseguito oltre 70 milioni di ore di lavoro nel servizio di volontariato. Secondo l'Independent Sector, un'organizzazione che tiene traccia del volontariato, il valore di un'ora di servizio alla comunità, è di 21 dollari rendendo il valore totale del servizio volontario dei cavalieri di quasi $1,5 miliardi.
I Cavalieri sostengono le persone con disabilità fisiche e di sviluppo. Più di 382 milioni di dollari è stato dato nel corso degli ultimi tre decenni a gruppi e programmi che supportano intellettualmente e fisicamente i disabili. Uno dei maggiori beneficiari dei fondi in questo settore sono le Olimpiadi Speciali.
Il Fondo Vicarius Christi ha una dotazione di $20 milioni e ha guadagnato più di $35 milioni, dalla sua creazione nel 1981, per opere di beneficenza personali del Papa. Il multimilionario Fondo Pacem in Terris aiuta gli sforzi della Chiesa cattolica per la pace in Medio Oriente. L'Ordine ha anche undici fondi separati con un totale di $ 18milioni per aiutare gli uomini e le donne con vocazioni religiose a pagare le tasse scolastiche e altre spese.

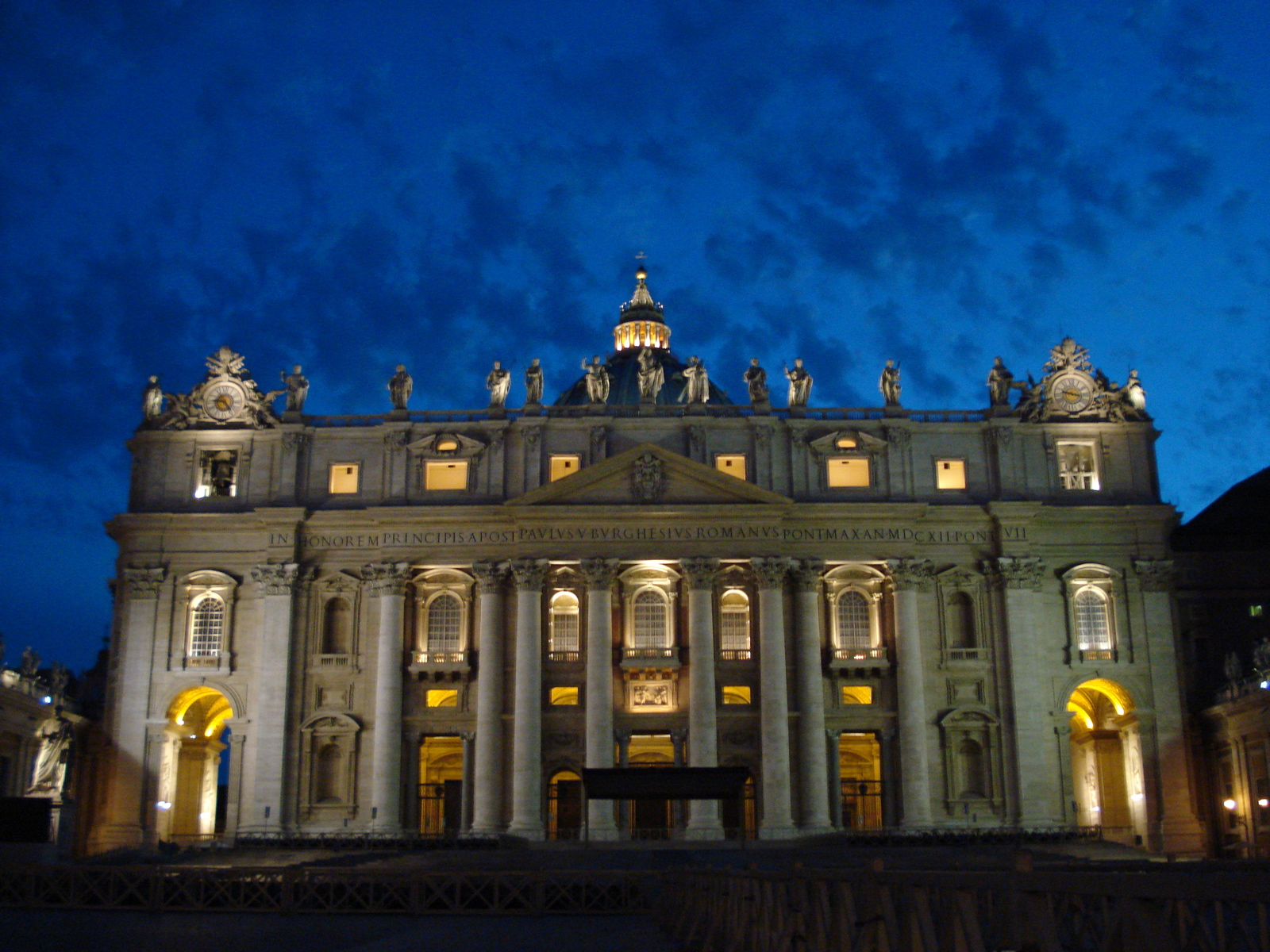
L'Ordine ha finanziato la prima ristrutturazione della facciata della Basilica di San Pietro in oltre 350 anni.

I cavalieri hanno finanziato il Programma Satellite per trasmettere una serie di eventi papali, tra cui l'annuale messa di Pasqua e di Natale, così come la Giornata Mondiale della Pace ad Assisi, il Vertice per la Pace di Assisi, la Giornata mondiale della gioventù, l'apertura della Porta Santa alla Basilica di San Pietro in Vaticano per il Giubileo Millenario, la visita di Papa Giovanni Paolo II' a Nazaret, e diversi altri eventi. Nei territori di missione l'Ordine paga anche per il downlink satellitare.
Un fondo di dotazione illimitata per la carità è stato introdotto in occasione della riunione del Consiglio Supremo 2004 per sostenere e garantire i complessivi obiettivi caritatevoli e filantropici a lungo termine dell'Ordine. Il fondo è interamente gestito e mantenuto dai Cavalieri di Colombo.
I Cavalieri di Colombo hanno istituito il primo programma nazionale dei donatori di sangue nel 1938, due anni prima che la Croce Rossa Americana iniziasse la campagna "Plasma per la Gran Bretagna" , che divenne il Servizio Nazionale Donatori di Sangue nel 1941.
I Cavalieri di Colombo hanno dato significativi contributi di beneficenza al popolo di Haiti in seguito al devastante terremoto nel gennaio 2010. Nel mese di aprile, l'Ordine ha anche donato 1.000 sedie a rotelle al popolo di Haiti in collaborazione con la Missione Globale sedia a rotelle.
Riconoscendo che la necessità era ancora grande in Haiti circa sette mesi dopo il disastro, i Cavalieri di Colombo hanno collaborato con Project Medishare nel mese di agosto 2010 per un'iniziativa dal titolo "Guarigione dei bambini di Haiti". L'iniziativa dei Cavalieri di Colombo, sostenuta da un impegno di più di $1 milione fornisce gratuitamente protesi e un minimo di due anni di riabilitazione per ogni bambino che ha subito l'amputazione, per gli infortuni subiti durante il terremoto. Nel gennaio 2011, l'Ordine ha annunciato che 100 bambini erano già stati sostenuti dal programma.
Fin dalla sua fondazione, i Cavalieri di Colombo sono stati anche coinvolti nell'evangelizzazione. Nel 1948, i Cavalieri hanno iniziato il Servizio di Informazioni Cattolica (CIS) per fornire pubblicazioni cattoliche a basso costo per la gente, nonché per le parrocchie, scuole, case di ritiro, installazioni militari, istituti penitenziari, i legislatori, la comunità medica, e per gli individui che ne facciano richiesta. Da allora, CIS ha stampato milioni di opuscoli, e migliaia di persone si sono iscritte in corrispondenza a CIS e corsi on-line.

## Consigli Universitari
Mentre la maggior parte dei Consigli dei Cavalieri di Colombo si trovano presso le parrocchie o le comunità parrocchiali più vicine, molti uomini fanno parte dei Cavalieri mentre sono all'università. Oltre 21.000 Cavalieri sono membri di oltre 250 consigli di università in tutto in sei paesi del mondo.
Il consiglio 1477 dell'Università di Notre Dame è stato fondato nel 1910 ed è stato il primo consiglio universitario dei Cavalieri di Colombo, ed attualmente è il consiglio più grande. Esso è stato seguito dai consigli dell'Università di St. Louis del Collegio Benedettino di Atchison in Kansas. Nel 1965 l'università del Monte di Santa Maria divenne il primo Consiglio collegato a un seminario. Nel 1937, l'Università di Illinois è diventata la prima università pubblica con un Consiglio dei Cavalieri di Colombo.
Tuttavia, i consigli di alcune altre scuole hanno difficoltà a raggiungere il riconoscimento ufficiale dell'università a causa della loro composizione tutta al maschile.

## Scudieri colombiani
| Gradi degli Scudieri                    |
| Livello 1: Paggio                       |
| Livello 2: Portascudo                   |
| Livello 3: Spadaccino                   |
| Livello 4: Lanciere                     |
| Livello 5: Scudiere del Corpo di Cristo |

L'organizzazione ufficiale giovanile dei Cavalieri è detta "Scudieri colombiani". Questa fraternità internazionale per ragazzi tra i 10 e i 18 anni ha oltre 5.000 circoli. Secondo Fratello Barnaba McDonald, FSC, fondatore degli Scudieri, "Lo scopo supremo degli Scudieri colombiani è la costruzione del carattere" Gli Scudieri si divertono e condividono la loro fede cattolica, aiutano le persone bisognose, e godono della compagnia di amici e familiari. Svolgono attività sociali, sportive, culturali, civili e spirituali. Attraverso la loro cerchia locale gli Scudieri lavorano e socializzano, come un gruppo di amici, eleggono i loro stessi ufficiali, e si sviluppano in leader cattolici.
Ogni circolo è controllato da un Cavaliere di Colombo del Consiglio o Assemblea, e ha un comitato consultivo composto di un Gran Cavaliere, un Cavaliere e un Vice Gran Cappellano, o un Navigatore Fedele, un capitano Fedele e un frate Fedele. I Circoli sono alla base del Consiglio, in base a una parrocchia, o una scuola.
Il primo circolo è stato avviato a Duluth in Minnesota.

## Rose Scudate
Le Rose Scudate sono una organizzazione giovanile gestita dai Consigli di Stato individuali all'interno dei Cavalieri di Colombo, per le ragazze cattoliche di età compresa tra i 10 ei 18 anni.
Le Rose Scudate sono state create nel 1996 dal Consiglio di Virginia dei Cavalieri di Colombo. Il fondatore di questa organizzazione è Russell DeRose, attualmente Consigliere Delegato per le Rose Scudate.

## Emblemi dell'Ordine

### Emblema dell'Ordine
L'emblema dell'Ordine risale alla seconda riunione del Consiglio Supremo in data 12 maggio 1883, quando James T. Mullen, che era allora il Cavaliere Supremo, lo ha disegnato.
L'emblema è costituito da uno schermo montato sulla croce (con le braccia strette al centro e in espansione verso le estremità). Lo scudo è associato a un cavaliere medievale. La croce è la rappresentazione di un disegno artistico tradizionale della croce di Cristo, attraverso il quale sono state acquistate tutte le grazie della redenzione per l'umanità. Questo rappresenta quindi lo spirito cattolico dell'Ordine.
Sullo scudo vi sono tre oggetti: un fascio di canne legate insieme attorno ad un'ascia con la lama sporgente in posizione verticale e, incrociate dietro, un'ancora e un pugnale o spada corta. I fasci di epoca romana, portati davanti ai magistrati come un emblema di autorità, sono simbolo di autorità che deve esistere in ogni organizzazione per avere un efficiente funzionamento. L'ancora è il simbolo del marinaio di Colombo, patrono dell'Ordine, mentre la spada corta o pugnale era l'arma del Cavaliere impegnato in un'opera di misericordia
Ogni Cavaliere riceve l'emblema come spilla in seguito all'accettazione.

### Emblema di Quarto grado
L'emblema triade di quarto grado è formato da una colomba, una croce e da un globo. Presi spiritualmente i simboli sacri caratterizzano l'unione delle tre Persone divine in un solo Dio, di cui la Santissima Trinità.. Rosso, bianco e blu sono i colori della bandiera del paese in cui i Cavalieri hanno avuto origine. Essi sono utilizzati per patriottismo, il principio di base del quarto grado.

#### Globo
Il globo è un simbolo per rappresentare Dio Padre, il Creatore della Terra e l'Universo nella tradizione cattolica. È disegnato come un globo blu con i continenti dell'emisfero occidentale in bianco.

#### Croce
La croce rossa è un simbolo per Dio figlio redentore del genere umano nella tradizione cattolica. Essa è disegnata come una croce rossa con bordi oro e manopole oro alla fine di ciascuno dei punti. Questa croce è conosciuta come la croce Isabella, dato che la Regina di Spagna ha patrocinato il viaggio di Colombo.

#### Colomba
La colomba bianca è il simbolo dello Spirito Santo, Santificatore dell'Umanità nella tradizione cattolica. La colomba è anche un simbolo di pace. Il nome Columbus 'in italiano (Colombo), significa anche "colomba".

## Cavalieri di Colombo protocollo
Come la maggior parte degli ordini fraterni, i Cavalieri hanno un protocollo, a volte indicato come la "Litania", che determina l'ordine di rango all'interno dell'Ordine, ed è tipicamente utilizzato in funzioni formali o presentazioni dell'Ordine. Un membro deve potersi identificare a qualunque altro fratello in base al grado in modo che si sa quello che il fratello può dire agli altri per non rompere la sua promessa di tenere alcune cose segrete.

## Funzionari
I Consigli dei Cavalieri di Colombo, le Assemblee di quarto grado, e gli Scudieri colombiani sono ufficiali analoghi. Nei Consigli, i titoli ufficiali hanno il prefisso "degno" e nelle assemblee, i titoli ufficiali hanno il prefisso "Fedele".
| Consiglio                  | Assemblea              | Circolo              |
| Gran cavaliere             | Navigatore             | Capo Scudiero        |
| Cappellano *               | Frate *                | Padre Priore         |
| Vice Gran Cavaliere        | Capitano               | Vice Capo Scudiero   |
| Cancelliere                | Ammiraglio             | Maresciallo Scudiero |
| Registratore               | Scriba                 | Notaio Scudiero      |
| Segretario alle Finanze ** | Controllore            | Economo Scudiero     |
| Tesoriere                  | Commissario di bordo   | Economo Scudiero     |
| Conferenziere              | inesistente            | inesistente          |
| Avvocato                   | inesistente            | inesistente          |
| Guardiano                  | Pilota                 | Maresciallo Scudiero |
| Guardia interna            | Sentinella interna     | Sentinella           |
| Guardia esterna            | Sentinella esterna     | Sentinella           |
| Fedele (3 anni)            | Fedele (3 anni)        | inesistente          |
| Fedele (2 anni)            | Fedele (2 anni)        | inesistente          |
| Fedele (1 anno)            | Fedele (1 anno)        | inesistente          |
| inesistente                | Comandante portacolori | inesistente          |

(** Nominati per un periodo di 3 anni dal Cavaliere Supremo)

## Attività politiche
Nel 1954, pressioni dall'Ordine hanno contribuito a convincere il Congresso degli Stati Uniti di aggiungere la frase "under God" al giuramento di fedeltà alla bandiera degli Stati Uniti. Il presidente Eisenhower ha scritto al Cavaliere Supremo Luke E. Hart ringraziando i Cavalieri per avere chiesto l'inserimento delle parole 'under God' nel giuramento". Analogo attivismo ha convinto molti parlamenti statali ad dedicare il 12 ottobre al Columbus Day e hanno portato alla conferma, da parte del Presidente Franklin Delano Roosevelt, del Columbus Day come festa federale nel 1937.

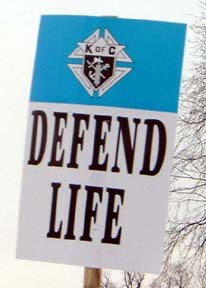
Decine di migliaia di manifesti dei Cavalieri di Colombo sono consegnati al marzo For Life.

 Nell'anno delle elezioni del 1992, il presidente George HW Bush è apparso alla convention annuale e il presidente George W. Bush ha inviato messaggi videoregistrati prima ha assistito di persona al convegno elezioni dell'anno 2004. Inoltre, alla stessa convenzione, i delegati riuniti cantavano "Altri quattro anni!" L'attività politica pubblica è limitata ad emettere specifiche campagne, di solito si occupano di questioni della vita.
L'avversario democratico di Bush, John Kerry, un cattolico battezzato, ma ora un dissidente nei confronti degli insegnamenti della Chiesa sull'aborto, non è stato invitato ad affrontare la convention 2004.
Negli Stati Uniti i Cavalieri di Colombo sostengono la Chiesa Cattolica nelle posizioni sulla politica pubblica e le questioni sociali. Essi hanno adottato risoluzioni che sostengono una cultura della vita, che definisce il matrimonio come l'unione di un uomo e una donna, e nella promozione di prassi cattoliche nelle scuole pubbliche, il governo e nelle organizzazioni di volontariato come i Boy Scouts of America. L'Ordine ha inoltre finanziato una campagna di cartoline nel 2005 nel tentativo di fermare il parlamento canadese che aveva intenzione di legalizzare il matrimonio omosessuale.
Il 9 aprile 2006 il Consiglio di Amministrazione ha commentato la "politica di immigrazione degli Stati Uniti [che] è diventata una questione di intensi dibattiti e di divisione su entrambi i lati del confine tra Stati Uniti e Messico" Hanno chiesto al Presidente e al Congresso degli Stati Uniti di concordare la legislazione sull'immigrazione in modo da ottenere il controllo sul processo di immigrazione, ma anche di respingere qualsiasi tentativo di criminalizzare coloro che forniscono assistenza umanitaria agli immigrati irregolari, e fornire a questi immigrati un modo per emergere nella società e ottenere la residenza legale e la cittadinanza negli Stati Uniti ".

## Edifici notevoli

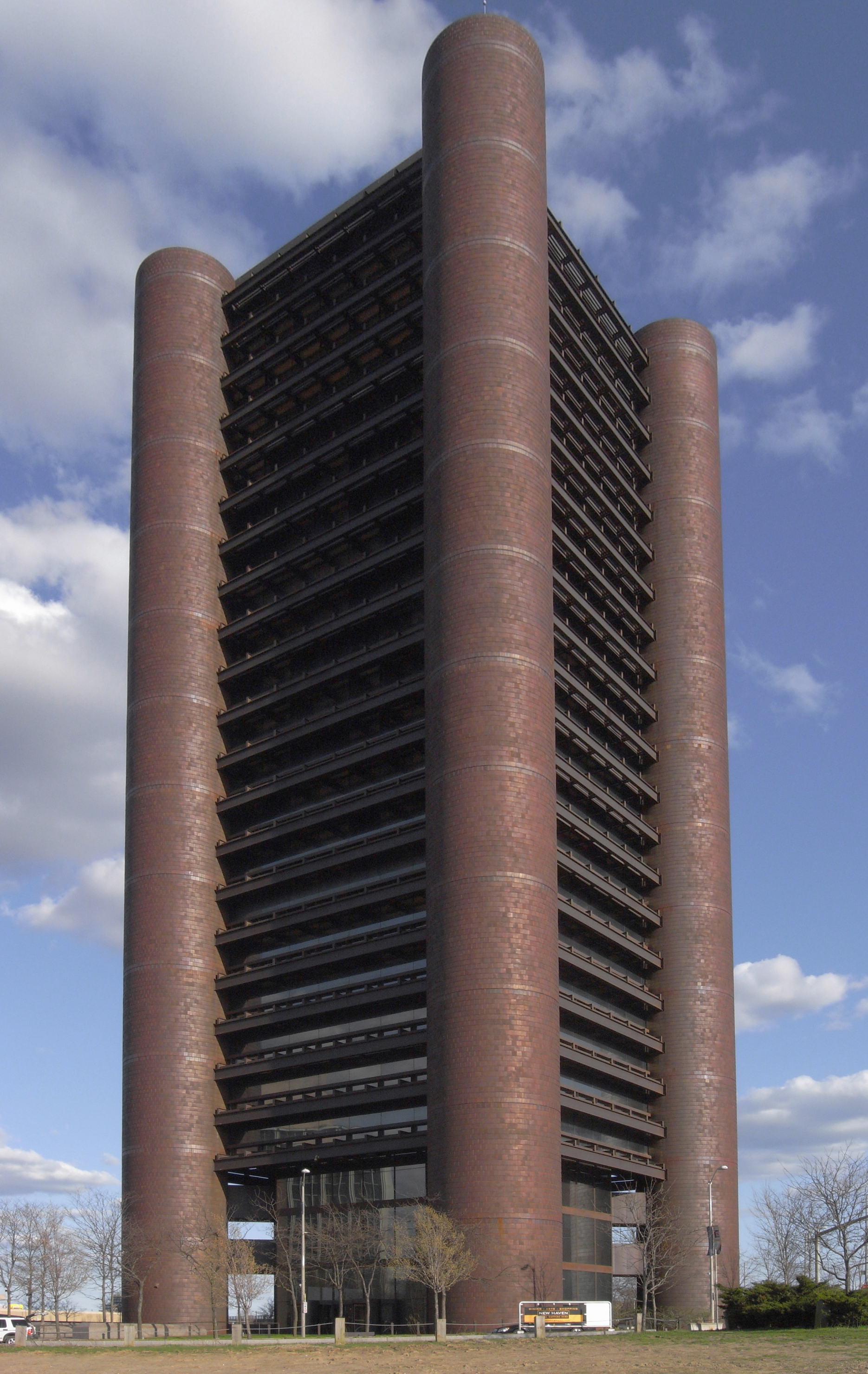
Palazzo dei Cavalieri di Colombo (New Haven, Connecticut)

L'Ordine ha costruito negli anni molti notevoli edifici, la maggior parte dei quali si trovano in Nord America. In Canada vi è la James Copper House a Toronto, che è stata utilizzata come luogo privilegiato degli incontri dei Cavalieri di Colombo canadesi dal 1910 al 2005. Nelle Filippine si erge il Palazzo dei Cavalieri di Colombo di Manila.
Negli Stati Uniti l'edificio più importante è sicuramente il Palazzo dei Cavalieri di Colombo di New Haven in Connecticut, dove si trova il quartier generale mondiale dell'Ordine. Esso si trova a One Columbus Plaza ed è conosciuto anche come Torre dei Cavalieri di Colombo; è stato progettato e realizzato dalla Kevin Roche John Dinkeloo and Associates e terminato nel 1969. È alto 98 metri ed è stato il più alto edificio della città dal 1969 al 1990, attualmente è il secondo più alto. Le torri cilindriche agli angoli dell'edificio danno alla struttura una forma geometrica semplice.

## Cavalieri famosi
Molti uomini cattolici illustri provenienti da tutto il mondo sono stati Cavalieri di Colombo. Negli Stati Uniti, i più noti sono John F. Kennedy, Ted Kennedy, Al Smith, Sargent Shriver, Alan Keyes, Samuel Alito, Jeb Bush, ex governatore della Florida, ed il Sergente Maggiore Daniel Daly, due volte Medaglia d'Onore, descritto dal comandante del Corpo dei Marine come "il Marine più eccezionale di tutti i tempi".
Molti chierici degni di nota sono anche cavalieri, tra cui il cardinale William Joseph Levada, Prefetto emerito della Congregazione per la Dottrina della Fede, il cardinale Sean O'Malley, arcivescovo di Boston, e il cardinale Jaime Sin, ex arcivescovo di Manila. Nel mondo dello sport, Vince Lombardi, famoso ex-allenatore dei Green Bay Packers, il lottatore Lou Albano, James Connolly (prima medaglia d'oro olimpica nei tempi moderni), Floyd Patterson, ex campione dei pesi massimi, e Babe Ruth, stella del baseball, erano Cavalieri.
Il 15 ottobre 2006, il vescovo Rafael Guízar Valencia (1878-1938) fu canonizzato da Papa Benedetto XVI a Roma. Nel 2000, sei altri Cavalieri sono stati dichiarati santi da Papa Giovanni Paolo II.